# Saimiri
Saimiri (Voigt, 1831) è un genere di scimmie platirrine della famiglia Cebidae, l'unico appartenente della sottofamiglia Saimirinae Miller, 1912).

## Morfologia
Le dimensioni di questi animali variano dai 60 ai 75 cm, con la coda solitamente più lunga del corpo di almeno 15 cm, per un peso compreso fra gli 800 ed i 1200 g: curiosamente, il rapporto cervello/massa totale di questi animali è di 1:17, il che ne fa i primati col cervello più grande in proporzione (nell'uomo tale rapporto è 1:35).

Al genere sono ascritte le scimmie conosciute col nome comune collettivo di scimmie scoiattolo, saimiri , crisotrici (ossia "pelo d'oro) o teste di morto; quest'ultimo nome deriva dalla colorazione nera di muso e occhi con faccia bianca,  che dà un caratteristico effetto mascherina. Il pelo è corto e folto, di colore verde oliva sulle spalle e giallo-arancio su dorso e zampe; la gola, il cranio (dalla nuca alla fronte) e le orecchie sono neri. Le proporzioni dei vari colori fra loro sono variabili a seconda della specie presa in considerazione.

Le femmine possiedono uno pseudo-pene che utilizzano nelle manifestazioni di dominanza nei confronti dei subordinati.

## Biologia

### Comportamento
Questi animali sono diurni ed arboricoli: utilizzano la lunga coda per bilanciarsi durante i loro movimenti fra i rami. Vivono in gruppi formati da maschi e femmine in proporzione variabile, che possono contare fino a 500 membri ed a volte si frazionano in sottogruppi.

Per comunicare fra loro, utilizzano una serie di richiami, che includono suoni di allarme per proteggersi dagli uccelli rapaci, che sono i loro predatori naturali assieme ai serpenti e ai felini, ma possono anche strofinare la propria urina sulla coda o sul corpo, per dare ad altri esemplari delle informazioni immediate su età, sesso e ricettività dell'esemplare.

### Alimentazione
Sono animali onnivori, che si nutrono fondamentalmente di frutta e insetti: occasionalmente predano anche piccoli vertebrati e uova.

### Riproduzione
La riproduzione ha cadenza stagionale: le femmine si accoppiano in modo tale che la gravidanza, che dura dai cinque ai cinque mesi e mezzo, finisca durante la stagione delle piogge. La femmina è l'unica a prendersi cura dell'unico cucciolo che solitamente nasce, e che viene svezzato a 4 mesi in Saimiri oerstedii, non prima dell'anno e mezzo in Saimiri boliviensis. La maturità sessuale viene raggiunta attorno ai tre anni nelle femmine ed i cinque anni nei maschi: in cattività, questi animali vivono oltre vent'anni, mentre in natura non oltrepassano la soglia dei quindici anni di vita.

## Distribuzione e habitat
Questi animali sono abitatori della foresta tropicale di America Centrale e Meridionale, dove le varie specie hanno areali parapatrici od allopatrici in Amazzonia, mentre S. oerstedii ha areale discontinuo in Costa Rica e Panama.

## Tassonomia

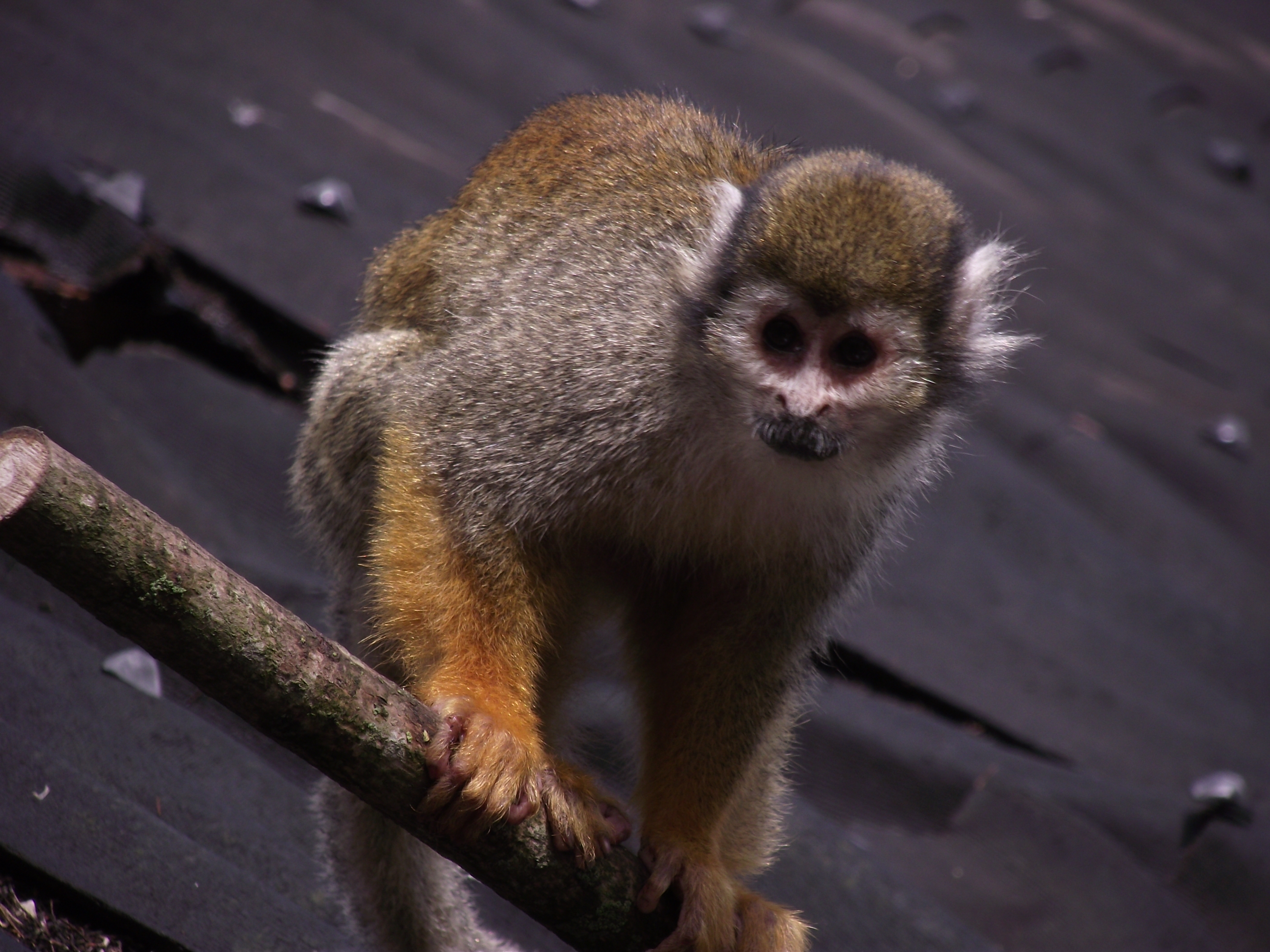
Saimiri sciureus

Fino al 1984, tutte le specie viventi in Sudamerica venivano considerate sottospecie di Saimiri sciureus, mentre Saimiri oerstedii veniva generalmente considerata una specie a sé stante: attualmente, vengono ascritte cinque specie, divise in due gruppi definiti a seconda della forma della mascherina attorno agli occhi. Nel gruppo S. boliviensis, tale mascherina ha il margine superiore piegato ad arco a tutto sesto, mentre nel gruppo sciureus tale margine è a sesto acuto.
- Famiglia Cebidae
  - Sottofamiglia Saimirinae
    - Genere Saimiri
      - Gruppo S. sciureus
        - Saimiri del centroamerica, Saimiri oerstedii
          - Saimiri del centroamerica dalla corona nera, Saimiri oerstedii oerstedii
          - Saimiri del centroamerica dalla corona grigia, Saimiri oerstedii citrinellus

        - Saimiri comune, Saimiri sciureus
          - Saimiri sciureus sciureus
          - Saimiri sciureus albigena

        - Saimiri di Humboldt, Saimiri cassiquiarensis
          - Saimiri dell'Ecuador, Saimiri cassiquiarensis macrodon

        - Saimiri di Geoffroy, Saimiri ustus

      - Gruppo S. boliviensis
        - Saimiri della Bolivia, Saimiri boliviensis
          - Saimiri della Bolivia, Saimiri boliviensis boliviensis
          - Saimiri del Perù, Saimiri boliviensis peruviensis

        - Saimiri di Vanzolini, Saimiri vanzolinii

Specie fossili:
- † Saimiri annectens, Honda Group in Colombia, Kay & Meldrum (1997);[2]
- † Saimiri fieldsi, Honda Group in Colombia,  Stirton (1951);[2]

## Conservazione
Due delle specie appartenenti a questo genere sono, a vario titolo, inserite dalla IUCN tra le specie minacciate: Saimiri oerstedii, classificata come in pericolo di estinzione, e Saimiri vanzolinii, classificata come vulnerabile.